# Pëtr Ignatenko
Pëtr Vasil'evič Ignatenko (in russo Пётр Васильевич Игнатенко?; Omsk, 27 settembre 1987) è un ciclista su strada russo, professionista dal 2009 al 2015.
Scalatore, ha ottenuto la vittoria delle classifiche della montagna e degli sprint al Tour de Romandie 2012. A causa di una positività all'ormone della crescita riscontrata l'8 aprile 2015, è stato squalificato dall'Unione Ciclistica Internazionale per tre anni e nove mesi, con decorrenza al 7 marzo 2019.

## Palmarès
- 2010 (Itera-Katusha, tre vittorie)

3ª tappa Giro della Valle d'Aosta
Classifica generale Giro della Valle d'Aosta
7ª tappa, 2ª semitappa Tour of Bulgaria

### Altri successi
- 2012 (Katusha)

Classifica scalatori Tour de Romandie
Classifica sprint Tour de Romandie

## Piazzamenti

### Grandi Giri
- Giro d'Italia

2013: 40º

### Classiche monumento
- Giro di Lombardia

2011: 48º